# Stojan Ganew
Stojan Ganew (bulgarisch Стоян Ганев; * 23. Juni 1955 in Pasardschik, Bulgarien; † 2. Juli 2013 in Connecticut) war ein bulgarischer Politiker und von 1991 bis 1993 Außenminister von Bulgarien. Im Jahre 1992 übernahm Ganew den Vorsitz der 47. UN-Generalversammlung.
Ganew studierte bis 1979 Rechtswissenschaften an der Universität Sofia.